# Fagnano
Fagnano (špa. Lago Fagnano), koje se naziva i Cami (špa. Lago Cami), je jezero koje se nalazi na glavnom otoku otočja Tierra del Fuego, a dijele ga Argentina i Čile. Površina jezera je 645 km2. Jezero se proteže u smjeru istok-zapad u duljini od oko 98 km, od čega 72,5 km (606 km2) pripadaju argentinskoj pokrajini Tierra del Fuego, a samo 13,5 km (39 km2) u čileansku regiju Magallanes y la Antártica Chilena. Najveća dubina mu je 449 metara. Južna je obala strma u usporedbi sa sjevernom, te se proteže u znatno širokom i ravnom podnožju s kojeg se mogu vidjeti obje razine visoravni. Sa svog zapadnog kraja rijeka Azopardo otječe prema fjordu Almirantazgo. Na njegovom istočnom kraju nalazi se grad Tolhuin. Jezero se nalazi u rastrganom bazenu (eng. pull-apart basin) razvijenom duž zone rasjeda Magallanes–Fagnano.
Prema mitu iz Selk'nama, jezero je nastalo duž Magellanovog tjesnaca i kanala Beagle na mjestima gdje su praćke pale na zemlju tijekom Taiyínove borbe s vješticom za koju se kaže da je "zadržala vodu i hranu".